# Hrvatski hapkido savez
Hrvatski hapkido savez, krovna ustanova borilačke vještine hapkida u Hrvatskoj. Sjedište je  Martićeva 62, Zagreb.
Osnovan je 2006. godine na inicijativu Mladena Kužnika, poslije predsjednika HHS-a. Namjera osnivača bila je promicati i širiti hapkido, tad još nepoznat u Hrvatskoj. U HHS-u je 5 klubova članica iz Zagreba, Slavonskog Broda i Dubrovnika te još sedam sekcija hapkidoa bez glasačkih i drugih prava u Savezu. Savez je član Europske hapkido unije i Korejske hapkido federacije. HHS-ovi članovi natječu se po natjecateljskim pravilima Europske hapkido unije, u 13 disciplina, dok program polaganja sprovode prema programu polaganja Europske hapkido unije.

## Vanjske poveznice
- Službene stranice
- Facebook